# Río Galikós
Galikós (en griego: Γαλλικός) es un corto río costero griego de Macedonia Central, conocido en la antigüedad como Equidoro (Εχέδωρος) y como Gomaropnichtis (Γομαροπνίχτης) en la Edad Media. El río Galikós nace en Crestonia, a unos 60 kilómetros al norte del golfo Termaico y desemboca a unos 10 kilómetros al oeste de Tesalónica, en el mar Egeo cerca de Sindo. Su longitud es de 65 km.
- Datos: Q1492459
- Multimedia: Gallikos / Q1492459